# Militaire revolutie
De militaire revolutie is de radicale verandering van militaire strategie en tactiek in de zestiende en zeventiende eeuw in Europa. Dit hing samen met de komst van grote infanterielegers, het toenemende gebruik van steeds krachtiger vuurwapens, de daarmee gepaard gaande veranderingen in de bouw van vestingen en daardoor snel stijgende kosten van oorlogsvoering. Het concept werd in 1955 geïntroduceerd door Roberts.

## Aanloop

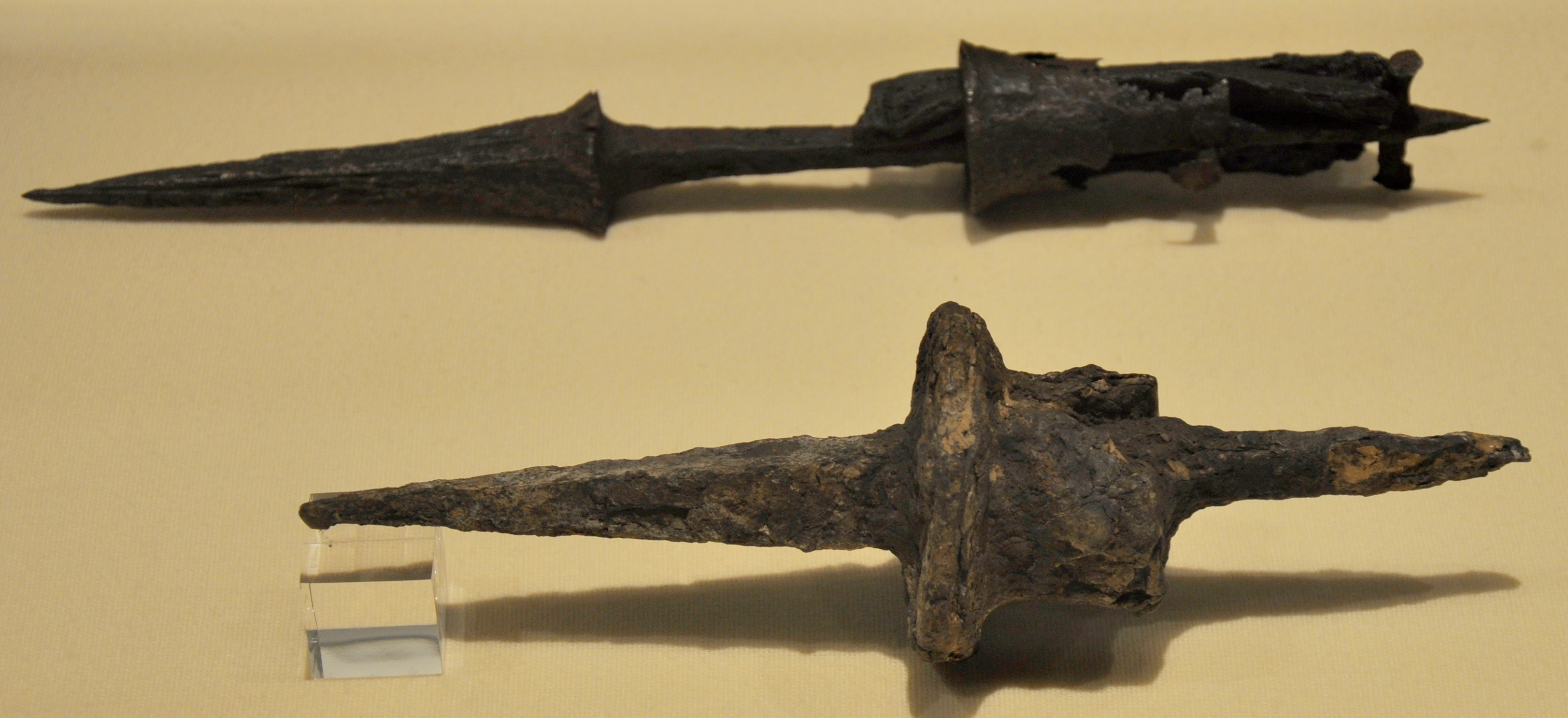
Resten van goedendags, waarmee voetvolk een ridderleger versloeg in de Guldensporenslag in 1302

Vanaf de dertiende eeuw bleken piekeniers en boogschutters in staat om ridders te bedwingen, wat versterkt werd door de komst van veldartillerie. Er trad een commercialisering van de oorlogsvoering op, waarbij Milaan en Venetië het voortouw namen met het gebruik van huursoldaten. De macht verschoof daardoor van de lokale heren naar de koning, op voorwaarde dat deze in staat was voldoende belastingen te heffen. Het geld moest worden opgebracht door steden die in ruil daarvoor privileges afdwongen en zo meer macht verkregen. De ridderstand en zijn gedragscode verloor daarmee aan betekenis. Huurlingen ging het niet om de eer of gevangenneming van edelen ter verkrijging van losgeld, maar om het levend bereiken van de overwinning. De wreedheid op het slagveld nam daardoor toe.
Het belang van de feodaliteit nam dan ook af en aan het einde van de vijftiende eeuw brachten Spanje en Frankrijk de eerste staande legers sinds lange tijd in Europa in het veld. Frankrijk maakte daarbij gebruik van Zwitserse landsknechten en had daarmee een belangrijk voordeel op het slagveld. Vanaf 1520 werd dit overwicht betwist met de inzet van Duitse landsknechten en vooral de Spaanse tercios.

## Veldartillerie

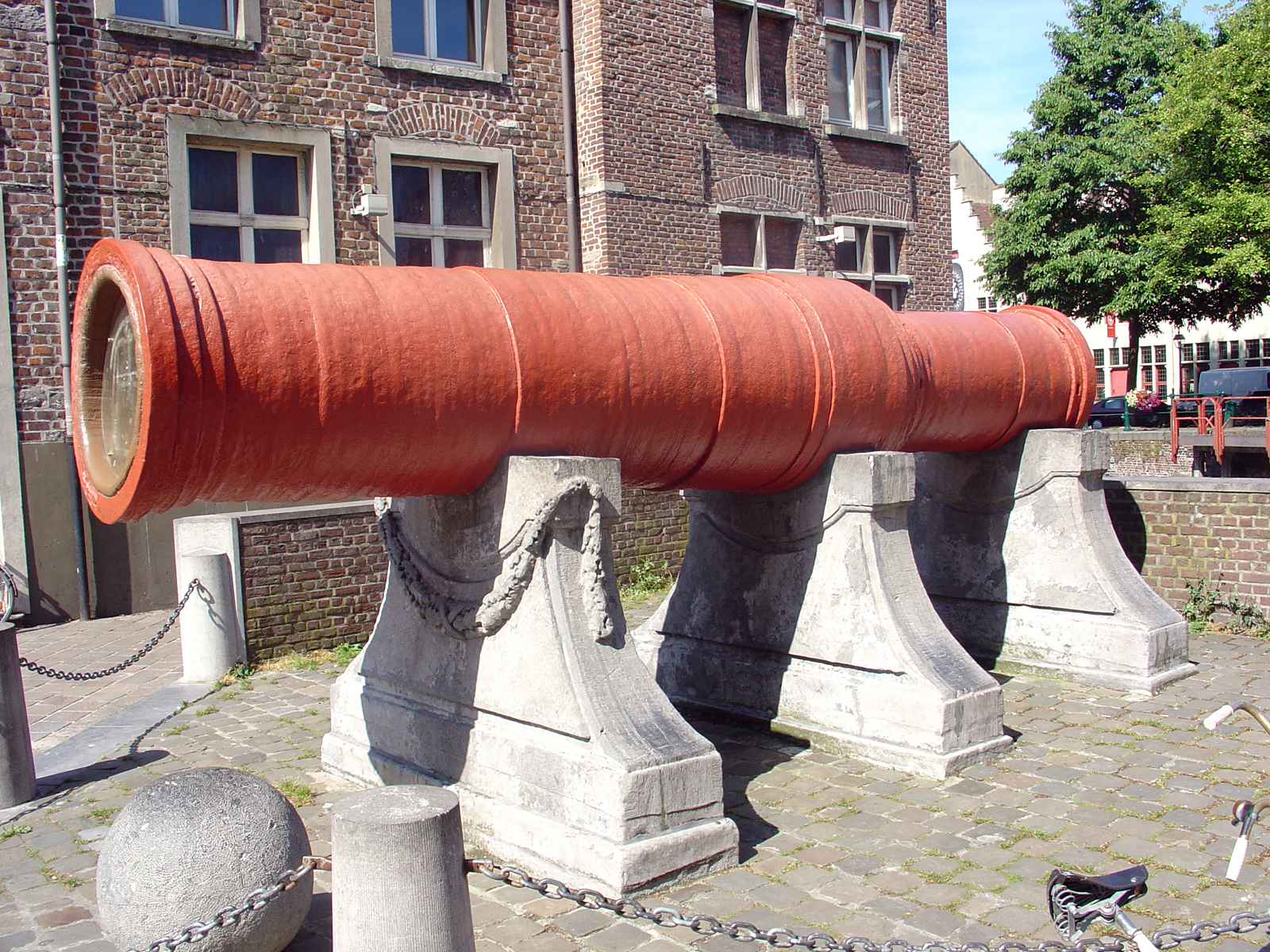
De Dulle Griet, een bombarde uit 1431

Vanaf ongeveer 1420 raakte veldartillerie in gebruik op de Europese slagvelden. Tijdens de verovering van Granada (1482-1492), het sluitstuk van de Reconquista, leerde men hoe men grote stukken artillerie moest vervoeren met behulp van paarden. Het overwicht dat met de nieuwe artillerie bereikt kon worden, bleek met de inval van Karel VIII in Italië in 1494 en het gemak waarmee deze invasie van het Italiaanse schiereiland plaats kon vinden.

## Vestingbouw

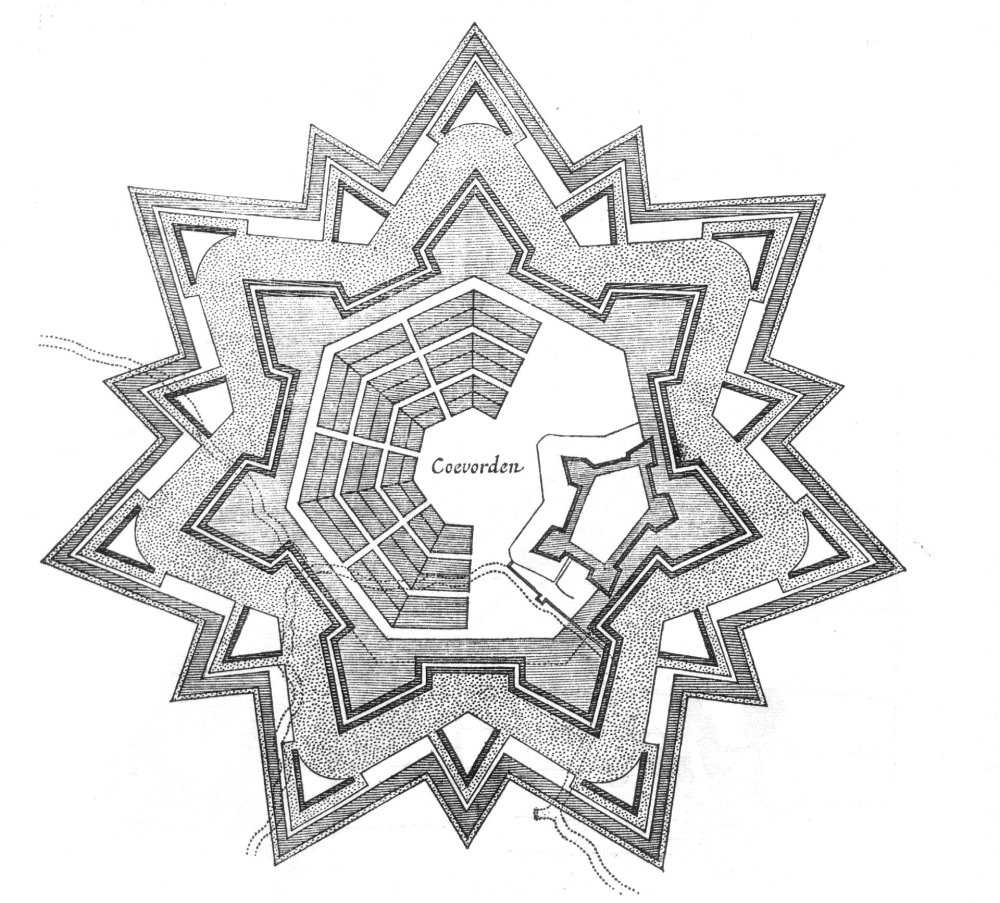
De vesting rond Coevorden van 1646.

In de daaropvolgende Italiaanse Oorlogen, die tot 1559 zouden duren, ontstond een wedloop tussen zware artillerie en vestingbouw. Waar eerdere vestingen niet bestand waren tegen de zware kanonnen, nam de vestingbouw in Italië een grote vlucht en rond 1520 waren veel steden weer vrijwel onneembaar. Onder meer Michelangelo en Leonardo da Vinci werkten enige tijd aan verbeterde vestingontwerpen. Langdurige belegeringen waren het gevolg. Dure vestingen en grote legers met kostbare artillerie joegen de kosten omhoog voor zowel de aanval als de verdediging.

## Dril
De groeiende legers bewapend met handvuurwapens maakten nieuwe tactieken en onderlinge afstemming noodzakelijk. Waar bij de ridders de nadruk had gelegen op de individuele beheersing van de krijgskunsten, was dit voor een infanterist veel minder belangrijk. Men moest vooral in formatie blijven, ook terwijl mede-soldaten wegvielen. Tussen 1590 en 1610 werd onder Maurits van Oranje een op Romeinse militaire handboeken gebaseerde techniek uitgewerkt die dit mogelijk moest maken. Jarenlange dril moest formaties in staat stellen om als één man te reageren en in het heetst van de strijd orders om te vuren af te wachten. De contramars, het roterend afvuren in salvo's door musketiers, was ook een nieuwe methode dat continu geoefend moest worden.

## Logistiek
Met de groei van de legers en de complexiteit van de oorlogsvoering, groeide de noodzaak aan een goed georganiseerde logistiek. Cavalerie, artillerie en infanterie hadden behoefte aan zaken als voedsel, paarden en buskruit. Het aantal ondersteunende taken en daarmee het aantal manschappen nam hierdoor sterk toe.

## Zee
Hoewel Roberts de opkomst van gespecialiseerde oorlogsschepen niet behandelde als onderdeel van de militaire revolutie hebben historici na hem dit wel gedaan, vooral Parker. Gedurende de Vroegmoderne Tijd verschoof het evenwicht van geroeide galeien met ramstevens of tijdelijk gehuurde koopvaarders die elkaar enterden, naar zeilschepen met kanonnen in de zij die elkaar bestookten vanuit de kiellinie. Aangezien andere grootmachten als de Ottomanen, de Mogols en de Qing tot de achttiende eeuw geen schepen bouwden die sterk genoeg waren om een batterij kanonnen af te vuren, verkregen de Europese staten hiermee een langdurig militair overwicht.

## Gevolgen
De militaire revolutie had een aantal gevolgen. Slechts de rijkste staten waren in staat om oorlogen op deze manier te financieren. Veel kleine staatjes werden dan ook in de loop van de tijd opgeslokt, waardoor de macht geconcentreerd raakte en de basis werd gelegd voor de moderne staten.
Het gaf Europa ook een voorsprong op de grote rijken. Hoewel de Ottomanen, de Mogols en de Qing allen delen uit de militaire revolutie overnamen, namen ze deze geen van allen in zijn geheel over. Deels omdat dit vooralsnog in hun situatie niet nodig was, deels omdat het niet mogelijk was. Zodra het echter op een confrontatie aankwam met de Europeanen bleek de achterstand vaak toch te groot.
Als laatste maakte de militaire revolutie na meer dan twee millennia een einde aan de macht van de nomadenvolken. Met hun paarden, hun snelheid en de beschikbaarheid van elk mannelijk stamlid om als krijger te dienen, hadden zij lang een belangrijke macht kunnen uitoefenen. De agrarische samenleving kon echter niet inspelen op het gebruik van kanonnen en ontbrak het aan het achterliggende financiële systemen die de stedelijke samenleving ontwikkeld had.